# Taor
Taor è un villaggio della Macedonia del Nord, nel comune di Zelenikovo.
Nei suoi pressi si trova il sito archeologico romano di Tauresio.